# 康納斯碼頭足球俱樂部
康納碼頭足球俱樂部（Connah's Quay Nomads F.C.）是威爾士的一家足球俱樂部。參加威爾士足球超級聯賽的賽事。

## 榮譽
威爾斯足球超級聯賽
- 冠軍： 2019–20, 2020–21

威爾斯盃
- 冠軍： 2017–18, 2023–24

威爾斯聯賽盃
- 冠軍： 1995–96, 2019–20, 2021–22

Cymru Alliance League
- 冠軍： 2010–11, 2011–12

蘇格蘭挑戰盃
- 亞軍: 2018–19